# Limanova tér
A Limanova tér a Róna utca és a Nagy Lajos király útja között fekvő kis tér a XIV. kerületben, Zuglóban. Előbbivel a Limanova utca, utóbbival a Limanova köz köti össze. Hossza kb. 120 m (a két utcácskával együtt 270 m), szélessége 20 m.

## Elnevezése
A tér a galíciai Limanowa lengyel városról kapta a nevét 1931-ben, a hozzávezető utcákat is ekkor nevezték el Limanowa után. Az első világháború idején jelentős harcok folytak a város térségében az Osztrák–Magyar Monarchia és az Orosz Birodalom csapatai között. Az elnevezés a limanovai csatának állít emléket.

## Története
Néhány emeletes lakóház és kis park található benne, és semmilyen intézmény vagy látnivaló nem gazdagítja. Az 1930-as években itt lakott Fejtő Ferenc, s gyakran megfordult nála a közeli Korong utcában lakó József Attila. Itt volt lakása ekkoriban Rajk Lászlónak is, aki Kádár Jánost bújtatta többször.
A tér mai érdekességét az adja, hogy talán ez az egyetlen közterület Budapesten, amelyről saját blog szól.

### Híres lakói
- Fejtő Ferenc (1909–2008) Széchenyi-díjas történész, kritikus, író, publicista (1.)
- Rajk László (1909–1949) kommunista politikus, miniszter

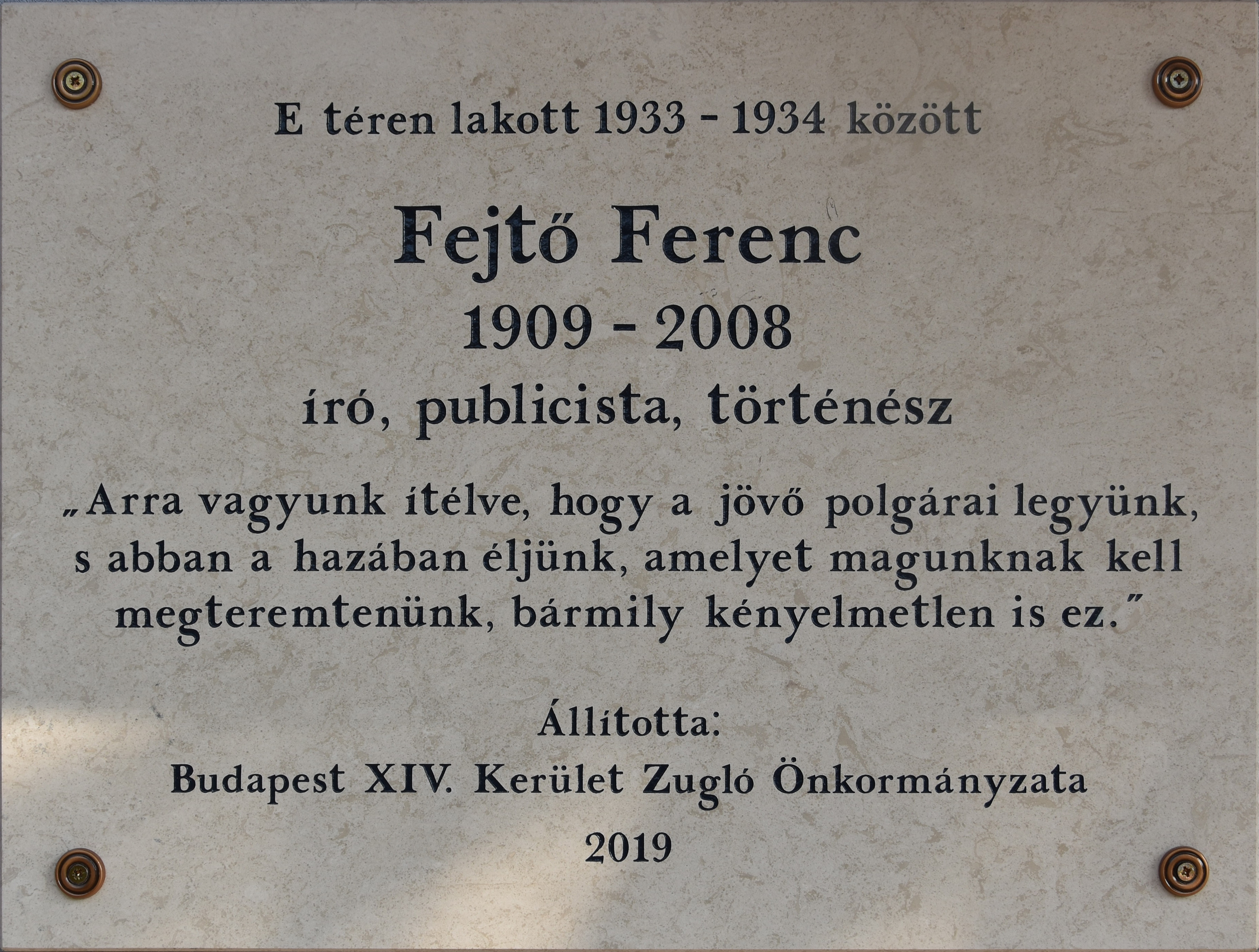

## Közlekedése
Közösségi közlekedés a Limanova téren nincs. BKV járatokkal azonban az Erzsébet királyné útja, a Nagy Lajos király útja vagy a Róna utca felől egyszerűen megközelíthető. Az alábbi járatok közlekednek a közelében:
Autóbusz
- Nappali:  5, 32
- Éjszakai:  973

Villamos
- 3, 62, 62A, 69

Trolibusz
- 82

## Külső hivatkozások
- Limanova tér blog (magyar nyelven), 2015. (Hozzáférés: 2019. június 29.)